# DP-211
DP-211（ディーピーニーイチイチ）は、パイオニアが開発した、デジタルホン（東京・関西・東海）による第二世代携帯電話端末製品。デジタルツーカー地域での製品名はタイプCA（タイプシーエー）である。

## 概要
同社としては初となる携帯電話端末で、当時では珍しい全面タッチパネル液晶を搭載していた（画像）。ちなみに、日本国内における携帯電話では初となるタッチパネル搭載機種である。
タッチパネルで可能な操作は電話の発信・電話帳の入力・機能設定などである。また、別売のハンズフリー車載充電器を自家用車のカーステレオ部に搭載すればハンズフリーで通話ができるという代物でもあった。この充電器は、同社のカーオーディオ製品のような形をしていた。

## 歴史
- 1996年 - デジタルホンより発売。